# Andrea Esposito
Andrea Esposito (* 17. Mai 1986 in Galatina) ist ein italienischer ehemaliger Fußballspieler, der vorwiegend in der Abwehr spielte.
Esposito begann seine Karriere beim US Lecce, wo er erstmals in verschiedenen Jugendmannschaften zum Einsatz kam. Für die Saison 2006/07 wurde Esposito an Sambenedettese ausgeliehen um mehr Spielpraxis zu bekommen. Nach seiner Rückkehr zum US Lecce, erzielte er sein erstes Profitor zum 3:2-Sieg gegen Rimini Calcio und half so seiner Mannschaft die Serie B zu gewinnen. Im Juli 2009 wurde er vom CFC Genua verpflichtet, bereits ein halbes Jahr später wurde er bis Saisonende an die AS Livorno verliehen. Im Juli 2010 wurde der Defensivspieler erneut verliehen, diesmal zum FC Bologna.
Nach zwei Jahren bei der US Lecce wechselte er zur Saison 2013/14 zur US Latina. 2016 verließ er Latina nach drei Jahren und wechselte zu Vicenza Calcio. Nach Vicenzas Abstieg in die Serie C folgte 2017 der Wechsel zur AC Cesena. Im Sommer 2018 wechselte er zu Calcio Catania, nachdem die AC Cesena Insolvenz anmelden musste. 2020 ging er schließlich zu Latina Calcio 1932, wo er drei Jahre später seine Laufbahn beendete.